# Nuoto ai campionati mondiali di nuoto 2017 - 50 metri farfalla femminili
La gara di nuoto dei 50 metri farfalla femminili dei campionati mondiali di nuoto 2017 è stata disputata il 28 luglio e il 29 luglio presso la Duna Aréna di Budapest. Vi hanno preso parte 59 atlete provenienti da 52 nazioni.
La competizione è stata vinta dalla nuotatrice svedese Sarah Sjöström, mentre l'argento e il bronzo sono andati rispettivamente all'olandese Ranomi Kromowidjojo e all'egiziana Farida Osman.

## Medaglie
| Posizione | Atleta              | Nazionalità |
| --------- | ------------------- | ----------- |
| Oro       | Sarah Sjöström      | Svezia      |
| Argento   | Ranomi Kromowidjojo | Paesi Bassi |
| Bronzo    | Farida Osman        | Egitto      |

## Programma
| Data           | Ora (UTC+2) | Turno      |
| -------------- | ----------- | ---------- |
| 28 luglio 2017 | 9:56        | Batterie   |
| 28 luglio 2017 | 18:46       | Semifinali |
| 29 luglio 2017 | 17:32       | Finale     |

## Record
Prima della manifestazione il record del mondo e il record dei campionati erano i seguenti.
| Record mondiale       | 24"43 | Sarah Sjöström Svezia | 5 luglio 2014 Borås, Svezia  |
| Record dei campionati | 24"96 | Sarah Sjöström Svezia | 8 agosto 2015 Kazan', Russia |

Durante la competizione è stato battuto il seguente record:
| Data      | Evento | Atleta         | Nazione | Tempo | Record                |
| --------- | ------ | -------------- | ------- | ----- | --------------------- |
| 29 luglio | Finale | Sarah Sjöström | Svezia  | 24"60 | Record dei campionati |

## Risultati

### Batterie
| Posizione | Batteria | Corsia | Nome                 | Nazionalità               | Tempo | Note  |
| --------- | -------- | ------ | -------------------- | ------------------------- | ----- | ----- |
| 1         | 7        | 4      | Sarah Sjöström       | Svezia                    | 25"25 | Q     |
| 2         | 7        | 5      | Kelsi Worrell        | Stati Uniti               | 25"65 | Q     |
| 3         | 6        | 4      | Rikako Ikee          | Giappone                  | 25"72 | Q     |
| 4         | 7        | 2      | Aliena Schmidtke     | Germania                  | 25"73 | Q, RN |
| 5         | 5        | 4      | Ranomi Kromowidjojo  | Paesi Bassi               | 25"74 | Q     |
| 5         | 7        | 1      | Farida Osman         | Egitto                    | 25"74 | Q, AF |
| 7         | 6        | 2      | Béryl Gastaldello    | Francia                   | 25"79 | Q     |
| 8         | 6        | 3      | Mélanie Henique      | Francia                   | 25"81 | Q     |
| 9         | 5        | 5      | Kimberly Buys        | Belgio                    | 25"82 | Q     |
| 10        | 6        | 5      | Penny Oleksiak       | Canada                    | 25"87 | Q     |
| 11        | 5        | 6      | Emilie Beckmann      | Danimarca                 | 25"88 | Q     |
| 12        | 7        | 6      | Holly Barratt        | Australia                 | 25"91 | Q     |
| 13        | 6        | 7      | Aleksandra Urbańczyk | Polonia                   | 26"00 | Q     |
| 14        | 7        | 3      | Maaike de Waard      | Paesi Bassi               | 26"03 | Q     |
| 15        | 5        | 2      | Silvia Di Pietro     | Italia                    | 26"24 | Q     |
| 16        | 5        | 3      | Lu Ying              | Cina                      | 26"34 | Q     |
| 17        | 7        | 7      | Zhang Yufei          | Cina                      | 26"40 |       |
| 18        | 6        | 6      | Svetlana Čimrova     | Russia                    | 26"49 |       |
| 19        | 6        | 1      | Flóra Molnár         | Ungheria                  | 26"51 |       |
| 20        | 7        | 8      | Louise Hansson       | Svezia                    | 26"55 |       |
| 21        | 6        | 0      | Brittany Elmslie     | Australia                 | 26"61 |       |
| 22        | 5        | 1      | Nastja Govejšek      | Slovenia                  | 26"65 |       |
| 22        | 6        | 9      | Park Ye-rin          | Corea del Sud             | 26"65 |       |
| 22        | 6        | 8      | Sarah Gibson         | Stati Uniti               | 26"65 |       |
| 25        | 5        | 7      | Katerine Savard      | Canada                    | 26"81 |       |
| 26        | 4        | 3      | Amit Ivry            | Israele                   | 26"88 |       |
| 27        | 4        | 6      | Mimosa Jallow        | Finlandia                 | 26"89 |       |
| 28        | 7        | 9      | Lucie Svěcená        | Rep. Ceca                 | 26"90 |       |
| 29        | 7        | 0      | Anna Ntountounaki    | Grecia                    | 26"94 |       |
| 30        | 4        | 2      | Gabriela Ņikitina    | Lettonia                  | 26"95 | RN    |
| 31        | 5        | 9      | Bryndis Hansen       | Islanda                   | 27"15 |       |
| 32        | 4        | 4      | Barbora Mišendová    | Slovacchia                | 27"23 |       |
| 33        | 4        | 1      | Amina Kajtaz         | Bosnia ed Erzegovina      | 27"35 |       |
| 34        | 4        | 8      | Erin Gallagher       | Sudafrica                 | 27"36 |       |
| 35        | 5        | 8      | Helena Gasson        | Nuova Zelanda             | 27"37 |       |
| 36        | 4        | 7      | Chan Kin Lok         | Hong Kong                 | 27"47 |       |
| 37        | 3        | 4      | Emily Muteti         | Kenya                     | 27"78 | RN    |
| 38        | 4        | 0      | Marie Laura Meza     | Costa Rica                | 27"97 | RN    |
| 39        | 3        | 5      | Alexandra Schegoleva | Cipro                     | 28"22 | RN    |
| 39        | 3        | 6      | Talita Baqlah        | Giordania                 | 28"22 | RN    |
| 41        | 4        | 9      | Chade Nersicio       | Curaçao                   | 28"41 |       |
| 42        | 2        | 0      | María José Ribera    | Bolivia                   | 28"48 |       |
| 43        | 3        | 3      | Elinah Phillip       | Isole Vergini Britanniche | 28"51 |       |
| 44        | 2        | 1      | Nicole Rautemberg    | Paraguay                  | 29"13 |       |
| 45        | 1        | 4      | Jamila Sanmoogan     | Guyana                    | 30"02 | RN    |
| 45        | 3        | 7      | Ann-Marie Hepler     | Isole Marshall            | 30"02 |       |
| 47        | 3        | 2      | Ana Sofia Nóbrega    | Angola                    | 30"18 |       |
| 48        | 2        | 6      | Mishael Aisha Ayub   | Pakistan                  | 30"77 |       |
| 49        | 2        | 4      | Hantan Raharvel      | Madagascar                | 30"89 | RN    |
| 50        | 3        | 8      | Gabby Gittens        | Antigua e Barbuda         | 31"77 |       |
| 51        | 2        | 5      | Hemthon Vitiny       | Cambogia                  | 32"39 | RN    |
| 52        | 3        | 9      | Faith Edorodion      | Nigeria                   | 32"61 |       |
| 53        | 2        | 3      | Avice Meya           | Uganda                    | 33"05 | RN    |
| 54        | 1        | 3      | Kestra Kihleng       | Micronesia                | 33"06 |       |
| 55        | 3        | 0      | Charissa Panuve      | Tonga                     | 33"43 |       |
| 56        | 2        | 9      | Karina Klimyk        | Tagikistan                | 33"55 | RN    |
| 57        | 2        | 7      | Diana Basho          | Albania                   | 34"09 |       |
| 58        | 2        | 2      | Ritaj Amin           | Bahrein                   | 35"69 | RN    |
| 59        | 2        | 8      | Nafissath Radji      | Benin                     | 42"12 | RN    |
| -         | 1        | 5      | Fatou Bintou Diagne  | Senegal                   | -     | DNS   |
| -         | 3        | 1      | Gessica Stagno       | Mozambico                 | -     | DNS   |
| -         | 4        | 5      | Alys Thomas          | Regno Unito               | -     | DNS   |
| -         | 5        | 0      | Pernille Blume       | Danimarca                 | -     | DNS   |

### Semifinali
| Posizione | Semifinale | Corsia | Atleta               | Nazionalità | Tempo | Note  |
| --------- | ---------- | ------ | -------------------- | ----------- | ----- | ----- |
| 1         | 2          | 4      | Sarah Sjöström       | Svezia      | 25"30 | Q     |
| 2         | 1          | 4      | Kelsi Worrell        | Stati Uniti | 25"57 | Q     |
| 3         | 1          | 6      | Mélanie Henique      | Francia     | 25"63 | Q     |
| 4         | 1          | 2      | Penny Oleksiak       | Canada      | 25"66 | Q     |
| 5         | 2          | 3      | Ranomi Kromowidjojo  | Paesi Bassi | 25"67 | Q     |
| 6         | 1          | 5      | Aliena Schmidtke     | Germania    | 25"68 | Q, RN |
| 7         | 2          | 2      | Kimberly Buys        | Belgio      | 25"70 | Q     |
| 8         | 1          | 3      | Farida Osman         | Egitto      | 25"73 | Q, AF |
| 9         | 1          | 7      | Holly Barratt        | Australia   | 25"76 |       |
| 10        | 2          | 7      | Emilie Beckmann      | Danimarca   | 25"77 |       |
| 11        | 1          | 8      | Lu Ying              | Cina        | 25"79 |       |
| 12        | 1          | 1      | Maaike de Waard      | Paesi Bassi | 25"89 |       |
| 13        | 2          | 5      | Rikako Ikee          | Giappone    | 25"90 |       |
| 14        | 2          | 1      | Aleksandra Urbańczyk | Polonia     | 25"94 |       |
| 15        | 2          | 6      | Béryl Gastaldello    | Francia     | 26"01 |       |
| 16        | 2          | 8      | Silvia Di Pietro     | Italia      | 26"06 |       |

### Finale
| Posizione | Corsia | Atleta              | Nazionalità | Tempo | Note |
| --------- | ------ | ------------------- | ----------- | ----- | ---- |
|           | 4      | Sarah Sjöström      | Svezia      | 24"60 | RC   |
|           | 2      | Ranomi Kromowidjojo | Paesi Bassi | 25"38 |      |
|           | 8      | Farida Osman        | Egitto      | 25"39 | AF   |
| 4         | 5      | Kelsi Worrell       | Stati Uniti | 25"48 | AM   |
| 5         | 6      | Penny Oleksiak      | Canada      | 25"62 |      |
| 6         | 3      | Mélanie Henique     | Francia     | 25"76 |      |
| 7         | 1      | Kimberly Buys       | Belgio      | 25"78 |      |
| 8         | 7      | Aliena Schmidtke    | Germania    | 26"08 |      |